# Spencer Carbery
Spencer Carbery (* 9. November 1981 in Victoria, British Columbia) ist ein ehemaliger kanadischer Eishockeyspieler und derzeitiger -trainer. Während seiner aktiven Karriere stand er ausschließlich in Minor Leagues auf dem Eis, vor allem in der ECHL. Seit Mai 2023 ist er als Cheftrainer der Washington Capitals in der National Hockey League (NHL) tätig. Nach der Saison 2024/25 ehrte man ihn mit dem Jack Adams Award als besten Trainer der NHL.

## Karriere

### Als Spieler
Spencer Carbery spielte in seiner Jugend zwischen 1999 und 2002 für die Victoria Salsa, Cowichan Valley Capitals und  Penticton Panthers in der British Columbia Hockey League (BCHL). Anschließend schrieb er sich an der University of Alaska Anchorage ein und spielte mit deren Seawolves ein Jahr in der Division I der National Collegiate Athletic Association (NCAA), wechselte zur Saison 2003/04 jedoch ans St. Norbert College in Wisconsin, dessen Eishockeyteam in der Division III auflief. Dort verbrachte der Angreifer letztlich drei Jahre, ehe ihm 2006 mit dem Wechsel zu den Tulsa Oilers in die Central Hockey League (CHL) der Sprung ins professionelle Eishockey gelang. Nach 44 Scorerpunkten in 63 Partien dort verbrachte er in der Folge noch drei Jahre in der ECHL, wobei er für die Bakersfield Condors, Stockton Thunder, Fresno Falcons und South Carolina Stingrays auflief. Mit den Stingrays gewann der Kanadier dabei die ECHL-Playoffs um den Kelly Cup der Saison 2008/09. Im Jahre 2010 beendete er seine aktive Laufbahn vergleichsweise frühzeitig.

### Als Trainer
Gleichbedeutend damit begann Carbery seine Trainerkarriere bei den South Carolina Stingrays, wobei er 2010/11 erst als Assistenztrainer fungierte, ehe er bereits zur Spielzeit 2011/12 das Amt des Cheftrainers übernahm. Dieses hatte er in der Folge bis 2016 inne, wobei er zeitgleich auch als Director of Hockey Operations angestellt war, während man ihn 2014 mit dem John Brophy Award als bester Trainer der ECHL ehrte. Nachdem er in der Saison 2016/17 die Saginaw Spirit aus der Ontario Hockey League als Cheftrainer betreut hatte, kehrte er 2017/18 in den Herrenbereich zurück, als ihn die Providence Bruins aus der American Hockey League (AHL) als Assistenten von Jay Leach engagierten. Auch in der AHL gelang ihm bereits nach einem Jahr der Wechsel auf die Cheftrainerposition, die er ab der Spielzeit 2018/19 für drei Jahre bei den Hershey Bears bekleidete. Dort erhielt er 2021 den Louis A. R. Pieri Memorial Award als bester Headcoach der AHL.
Zur Saison 2021/22 gelang Carbery letztlich auch der Sprung in die National Hockey League (NHL), als ihn die Toronto Maple Leafs als Assistenten von Sheldon Keefe verpflichteten. Dort war er zwei Jahre tätig, bis ihn die Washington Capitals im Mai 2023 als Nachfolge von Cheftrainer Peter Laviolette engagierten.
In seiner zweiten Saison machte er die Capitals zum punktbesten Team der Eastern Conference, was eine deutliche Verbesserung gegenüber dem Vorjahr darstellte, sodass er am Ende der Spielzeit mit dem Jack Adams Award als bester Trainer ausgezeichnet wurde.

## Erfolge und Auszeichnungen
Als Spieler
- 2009 Kelly-Cup-Gewinn mit den South Carolina Stingrays

Als Trainer
- 2014 John Brophy Award
- 2021 Louis A. R. Pieri Memorial Award
- 2025 Jack Adams Award

## Karrierestatistik
(Legende zur Spielerstatistik: Sp oder GP = absolvierte Spiele; T oder G = erzielte Tore; V oder A = erzielte Assists; Pkt oder Pts = erzielte Scorerpunkte; SM oder PIM = erhaltene Strafminuten; +/− = Plus/Minus-Bilanz; PP = erzielte Überzahltore; SH = erzielte Unterzahltore; GW = erzielte Siegtore; 1 Play-downs/Relegation; Kursiv: Statistik nicht vollständig)